# Ulla Miilmann
Ulla Miilmann (født 10. februar 1972) er en dansk fløjtenist. Hun har siden 1994, hvor hun som kun 22-årig spillede sig til pladsen, været ansat i Danmarks Radiosymfoniorkester som solofløjtenist. I 2007 blev hun som den første dansker nogensinde nomineret til en Grammy for bedste instrumentalsolist. Ulla Miilmann er også kendt i kammermusikverdenen, hvor hun blandt andet har spillet i DR SymfoniOrkestrets Blæserkvintet siden 1999.

## Uddannelse og karriere
Ulla Miilmann har et Music Degree med speciale i fløjte fra North Carolina School of the Arts,1992. I 1994 konkurrerede hun sig til pladsen som 1. solofløjtenist  i DR SymfoniOrkestret, hvilket hun har fungeret som siden. Hun er desuden lektor i fløjte på Det Kgl. Danske Musikkonservatorium. 
Hun har også deltaget i en række tv-programmer, heriblandt børnetimen Sigurd og Symfoniorkestret, hvor hun repræsenterer tværfløjten, og programmet Mestermøder på DR2 samt et program, hvor unge dirigenter konkurrerede om retten til at dirigere Carl Nielsens fløjtekoncert med Ulla Miilmann som solist. Desuden har hun sammen med guitaristen Mathias J. From duoen Cavatina.

## Privatliv
Ulla Miilmann er gift og har to voksne børn. Udover sit professionelle virke er hun uddannet astrolog og har i en årrække drevet en vognmandsforretning.

## Instrument
Ulla Miilmann spiller blandt andet på en Haynes guldfløjte, en Yamaha træfløjte og en Burkart piccolo-fløjte

## Priser og konkurrencer
- 2017: Modtager af Carl Nielsens store hæderslegat; ”Med instrumentalt overskud og kunstnerisk format har Ulla Miilmann været med til at forgylde mange torsdagskoncerter, turnéer og CD-indspilninger”.

- 2015: Peter Varmings Mindepris, som gives til en musiker fra DR SymfoniOrkestret, der gennem sit kunstneriske virke har bidraget til orkestrets udvikling frem til dets nuværende høje niveau.

- 2006: Modtager af US Grammy-nominering som den første dansker nogensinde i kategorien ”Bedste Instrumentale Solistiske Præstation med Orkester” – for indspilningen af Ole Schmidts Fløjtekoncert.

- 2001: Modtager af Musikanmelderringens Kunstnerpris

- 1996: Modtager af Jakob Gades Æreslegat

- 1996: Modtager af Rødovres Musikpris